# Elena Sancho Murillo
Elena Sancho Murillo   (Ribaforada, 26 de gener de 1989) és una política navarresa, militant del Partit Socialista de Navarra (PSN).
És regidora de l'Ajuntament de Ribaforada, i membre de la comissió del PSN. El 2024 es va convertir en la representant més jove del País Basc a les eleccions al Parlament Europeu. Forma part del grup parlamentari Aliança Progressista de Socialistes i Demòcrates. Va substituir Adriana Maldonado com a representant del PSN.